# Georg Vortmann
Georg Vortmann (* 1. Juli 1854 in Triest; † 15. September 1932 in Barcola) war ein österreichischer Chemiker und Hochschullehrer. Er war Rektor der Technischen Hochschule Wien.

## Leben
Georg Vortmann besuchte zunächst in Triest die Volksschule sowie das k. k. Staatsgymnasium. Ab 1872 studierte er Technische Chemie am Eidgenössischen Polytechnikum Zürich, wo er 1874 die Diplomprüfung ablegte. Nach einer Tätigkeit in der Industrie ging er zu wissenschaftlichen Studien an die Handelsakademie in Triest und nach Berlin. Von 1877 bis 1884 war er Assistent bei Adolf Lieben an der Universität Wien, wo er 1884 zum Dr. phil. promovierte. Von 1885 bis 1892 war er als Privatdozent und Assistent an der Technischen Hochschule Aachen bei Alexander Classen tätig. 1886 habilitierte er sich für analytische Chemie an der Universität Wien, wo er ab 1892 als Privatdozent unterrichtete.
1896 wurde er zum außerordentlichen Professor, 1900 zum ordentlichen Professor der Analytischen Chemie an die Technische Hochschule Wien berufen. In den Studienjahren 1904/05, 1910/11 und 1911/12 stand er dort als Dekan der Chemisch-technischen Schule vor. Im Studienjahr 1907/08 war er gewählter Rektor der Technischen Hochschule Wien. Während seines Rektorates wurde mit dem Bau des Karlstraktes begonnen. 1920 wurde er emeritiert. Zu seinen Schülern gehörten unter anderem Fritz Feigl und Robert Strebinger.
1914 wurde er zum Hofrat ernannt, 1922 erhielt er die Ehrendoktorwürde der Deutschen Technischen Hochschule Prag. 
Georg Vortmann starb 1932 im Alter von 78 Jahren auf seinem Landsitz in Barcola bei Triest. Im Chemiegebäude der TU Wien am Getreidemarkt wurde der Vortmann Hörsaal nach ihm benannt.

## Publikationen (Auswahl)
- 1902: 30 Übungsaufgaben als erste Anleitung zur quantitativen Analyse, Franz Deuticke Verlag, Leipzig/Wien
- 1919: Allgemeiner Gang der Qualitativen chemischen Analyse ohne Anwendung von Schwefelwasserstoffgas, 2. Auflage, Franz Deuticke Verlag, Leipzig/Wien
- 1920: Anleitung zur qualitativen chemischen Analyse: Zum Gebrauch bei den praktischen Übungen im Laboratorium, ergänzte und erweiterte 16. Ausgabe des Werkes von Heinrich Hlasiwetz, Franz Deuticke Verlag, Leipzig/Wien
- 1922: Übungsbeispiele aus der Quantitativen chemischen Analyse durch Gewichtsanalyse einschließlich der Elektroanalyse, Franz Deuticke Verlag, Leipzig/Wien, 3. Auflage
- 1933: Qualitative Analyse anorganischer Gemenge mit einfachsten Hilfsmitteln, Verlag Chemie, Berlin,
- 1933 (gemeinsam mit Robert Lieber): Qualitative chemische Analyse nach dem Schwefelnatriumgang, Akademische Verlags- und Versandbuchhandlung Haim & Co., Wien/Leipzig